# Communauté de communes Les Avant-Monts du Centre Hérault
Die Communauté de communes Les Avant-Monts du Centre Hérault ist ein ehemaliger französischer Gemeindeverband mit der Rechtsform einer Communauté de communes im Département Hérault in der Region Okzitanien. Sie wurde am 30. November 2012 gegründet und umfasste 18 Gemeinden. Der Verwaltungssitz befand sich im Ort Magalas.

## Historische Entwicklung
Mit Wirkung vom 1. Januar 2017 fusionierte der Gemeindeverband mit der Communauté de communes Orb et Taurou und bildete so die Nachfolgeorganisation Communauté de communes Les Avant-Monts.

## Ehemalige Mitgliedsgemeinden
1. Autignac
2. Cabrerolles
3. Caussiniojouls
4. Faugères
5. Fos
6. Fouzilhon
7. Gabian
8. Laurens
9. Magalas
10. Margon
11. Montesquieu
12. Neffiès
13. Pouzolles
14. Puimisson
15. Roquessels
16. Roujan
17. Saint-Geniès-de-Fontedit
18. Vailhan